# Còmics romàntics

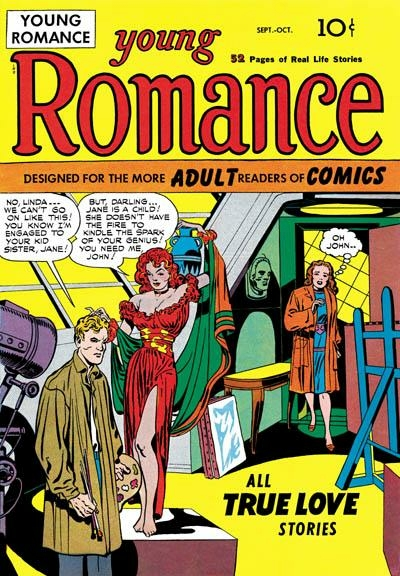
Portada de Young Romance nº1 de 1947.

El còmic romàntic és un gènere de còmic que representa un amor romàntic fort i íntim i les seves complicacions com gelosia, matrimoni, divorci, traïció i mal de cor. El terme s'associa generalment a un gènere nord-americà de còmics publicat durant les tres primeres dècades de la guerra freda (1947 - 1977). Els còmics romàntics del període presentaven guions dramàtics sobre la vida amorosa d'adolescents de secundària i joves adults, amb art que descrivien una Amèrica urbana o rural contemporànea.
Els orígens del còmic romàntic es troben en els anys immediatament posteriors a la Segona Guerra Mundial quan la lectura de còmics per a adults va augmentar i els superherois van ser vistos com a desfassats. Influenciat per les novel·les pulp, les telenovel·les, tires còmiques dels diaris com Mary Worth, i les revistes de confessió per a adults, Joe Simon i Jack Kirby van crear el còmic romàntic Young Romance i van publicar-lo el 1947 sent un èxit rotund. A principis dels anys cinquanta, desenes de títols romàntics dels principals editors de còmics estaven als quioscos i als bastidors de les drogueries. Young Romance, Young Love i els seus imitadors difereixen dels còmics d'humor adolescent anterior en què aspiraven al realisme, utilitzant narracions en primera persona per crear la il·lusió de la versemblança, un repartiment canviant de personatges en històries autònomes i heroïnes al final dels seus anys adolescents o principis dels seus vint anys, més a prop del públic objectiu en edat que els personatges d'humor adolescent.
Amb la implementació del Comic Code el 1954, els editors de còmics romàntics van autocensurar qualsevol material que es pogués interpretar com a controvertit i van optar per reproduir històries centrades en conceptes tradicionals patriarcals de comportament femení, rols de gènere, amor, sexe i matrimoni. El gènere va reduir-se per acabar caient durant la revolució sexual, i l'Edat d'Or del gènere va arribar al final quan Young Romance i la seu companya de Simon i Kirby, Young Love van deixar de publicar-se el 1975 i el 1977, respectivament.
Al nou mil·lenni, unes quantes editorials van coquetejar amb el gènere de diverses maneres, incloent còmics romàntics d'estil manga.

## Història
Quan va acabar la Segona Guerra Mundial, la popularitat dels còmics de superherois va disminuir i, en un esforç per retenir els lectors, les editorials de còmics van començar a diversificar-se més que mai en gèneres com ara la guerra, l'oest, la ciència-ficció, el crim, el terror i els còmics romàntics. El gènere es va inspirar immediatament en els polps romàntics; revistes de confessió com True Story; telenovel·les de ràdio i tires còmiques dels diaris centrades en l'amor, els conflictes domèstics i el dolor, com Rex Morgan, M.D. i Mary Worth. Les cites, els triangles amorosos, la gelosia i altres temes relacionats amb el romanç havien format part dels còmics d'humor per a adolescents (que van sorgir a principis de la dècada de 1940), amb personatges com Archie, Reggie, Jughead, Betty i Veronica, i els nens de l'Escola Riverdale High: abans que el gènere romàntic arrasés als quioscos.

## Còmics romàntics destacats
| Títol                                       | Editorial         | Números | Anys      | Notes |
| ------------------------------------------- | ----------------- | ------- | --------- | --- |
| A Date with Judy                            | DC                | 79      | 1947–1960 | Convinava romanç amb humor |
| Falling in Love                             | DC                | 143     | 1955–1973 | |
| First Love Illustrated                      | Harvey            | 90      | 1949–1963 | L'únic còmic romàntic notable de Harvey |
| Girls' Love Stories                         | DC                | 180     | 1949–1973 | |
| Girls' Romances                             | DC                | 160     | 1950–1971 | |
| Heart Throbs                                | Quality/ DC       | 146     | 1949–1972 | Acquirit per DC de Quality el 1957 |
| I Love You                                  | Charlton          | 124     | 1955-1980 | |
| Just Married                                | Charlton          | 114     | 1958-1976 | |
| Love Diary                                  | Charlton          | 102     | 1958-1976 | |
| Love Romances                               | Marvel            | 101     | 1949-1963 | |
| Lovelorn/ Confessions of the Lovelorn       | American          | 114     | 1949-1960 | |
| Millie the Model                            | Marvel            | 207     | 1945-1973 | Un títol d'humor aparentment; només un autèntic còmic romàntic entre 1963-1967                                                                     |
| My Date Comics                              | Hillman           | 4       | 1947-1948 | Simon & Kirby; primer còmic romàntic-humorístic |
| My Life True Stories in Pictures            | Fox               | 12      | 1948-1950 | El còmic romàntic més llarg de Fox: l'únic de les 17 sèries romàntiques de la companyia amb la paraula "My" al títol que va durar més de 8 números |
| Patsy Walker                                | Marvel            | 124     | 1945-1965 | Un títol d'humor aparentment; només un autèntic còmic romàntic entre 1964–1965                                                                     |
| Romantic Adventures/ My Romantic Adventures | American          | 138     | 1949–1964 | |
| Romantic Secrets                            | Fawcett/ Charlton | 87      | 1949–1964 | Acquirit per Charlton de Fawcett el 1953 |
| Romantic Story                              | Fawcett/ Charlton | 130     | 1949–1973 | Acquirit per Charlton de Fawcett el 1954 |
| Secret Hearts                               | DC                | 153     | 1949–1971 | El número 83 va ser utilitzat per Roy Lichtenstein per fer la seva pintura Drowning Girl                                                           |
| Strangers in Paradise                       | Abstract Studio   | 106     | 1994-2007 | |
| Superman's Girl Friend, Lois Lane           | DC                | 137     | 1958–1974 | Va acabar fusionant-se dins The Superman Family |
| Sweethearts                                 | Fawcett/ Charlton | 170     | 1948-1973 | Primer còmic mensual de romanç; adquirit per Charlton a Fawcett el 1954                                                                            |
| Teen Confessions                            | Charlton          | 97      | 1959-1976 | |
| Teen-Age Romances                           | St. John          | 45      | 1949-1955 | |
| Teen-Age Love                               | Charlton          | 93      | 1958-1973 | |
| Young Love                                  | Crestwood/ DC     | 199     | 1947–1977 | Acquirit per D.C. de Crestwood el 1963 |
| Young Romance                               | Crestwood/ DC     | 208     | 1947–1975 | Generalment considereat el primer còmic romàntic, creat per Simon & Kirby. Acquirit per D.C. de Crestwood el 1963                                  |